# Memorial address
Memorial address es el llamado primer miniálbum lanzado por la cantante Ayumi Hamasaki el 17 de diciembre del año 2003.

## Detalles
Es también conocido como el miniálbum mejor vendido por una solista femenina en Japón, con más de un millón de copias en dicho país. Uno de los sencillos de este álbum, "forgiveness", fue evento de celebración por ser el sencillo número 30 que lanzó la artista desde su debut oficial en 1998. Un concierto llamado "A museum ~30th single collection live~", fue celebrado para celebrar el lanzamiento del sencillo número treinta.
Este álbum también fue uno de los primeros álbumes que Avex lanza en el formato CD+DVD (el disco de audio más un DVD incluido, generalmente con los vídeo clips hechos para promocionar dicho álbum, o en algunas ocasiones alguna entrevista o escenas de detrás de cámara). El DVD para el álbum contiene videos musicales para todas las canciones incluidas en el disco de audio, con la excepción de "Memorial address (take 2 version)", y también un digest o preview del concierto aniversario de A museum. El video musical de "Because of You" ganó el premio a Mejor Video Femenino en la entrega de los MTV Video Music Awards Japan del 2004.
La canción "Memorial address" es considerada como una pista adicional del álbum, a pesar de que el álbum lleva su nombre. La canción es una adaptación de una de las canciones de LOVER SOUNDTRACK, con las letras escritas por Ayumi Hamasaki; de ahí viene lo de take 2 version, ya que no es una melodía original. Es la segunda vez desde "ever free" (en el sencillo de vogue) que las letras de una canción no son publicadas en el libreto del disco a petición del artista, ya que su contenido es considerado bastante emocional y privado para la artista. "Memorial address" también fue incluida como canción secreta del A BEST 2 -BLACK- después de la última pista.

## Lista de canciones

### CD
Todas las letras escritas por Ayumi Hamasaki.

Todas las letras escritas por Ayumi Hamasaki.
| N.º | Título                                            | Música         | Arreglistas(s) | Duración |  |
| 1.  | «Angel's Song»                                    | Tetsuya Yukumi | HΛL            | 4:56     |  |
| 2.  | «Greatful days»                                   | Bounceback     | HΛL            | 4:37     |  |
| 3.  | «Because of You»                                  | Bounceback     | HΛL            | 5:20     |  |
| 4.  | «ourselves»                                       | Bounceback     | CMJK           | 4:31     |  |
| 5.  | «HANABI~episode II~» (lit. Fireworks: Episode II) | Crea+D.A.I     | tasuku         | 4:53     |  |
| 6.  | «No way to say»                                   | Bounceback     | HΛL            | 4:43     |  |
| 7.  | «forgiveness»                                     | Crea+D.A.I     | CMJK           | 5:49     |  |
| 8.  | «Memorial Address» (take 2 version)               | Tetsuya Yukumi | tasuku         | 3:56     |  |

### DVD
1. ANGEL'S SONG
2. Grateful days
3. Because of you
4. ourselves
5. HANABI~episode II~
6. No way to say
7. forgiveness
8. Special Digest from A museum~30th collection live~

## Tie-up
- ANGEL'S SONG - Panasonic SD Multi-Camera "D-snap" CM Song
- Greatful days - Fuji TV "ayu ready?" Theme Song
- Because of You - Panasonic Digital Camera "LUMIX" CM Song
- ourselves - KOSE "VISÉE" CM Song
- No way to say - TBS "Koisuru Hanikami" Theme Song / Panasonic Portable MD Player "MJ57 CM Song"
- forgiveness - TBS Dorama "Kogen Heirasshai" Theme Song

## Posicionamiento
Posición del álbum en Oricon.
| Lanzamiento              | Listas                    | Posición | Ventas    | Semanas |
| ------------------------ | ------------------------- | -------- | --------- | ------- |
| 17 de diciembre del 2003 | Oricon Daily Albums Chart | #1       | 1 070 000 | 48      |

- Datos: Q1752974